# Křetín (zámek)
Křetín je neoklasicistní zámek ve stejnojmenné vesnici v okrese Blansko.
První zmínka o tvrzi pochází z roku 1521, avšak rod vladyků z Křetína byl připomínán již ve 14. století. V 16. století byla tvrz Jindřichem Vojenickým z Vojenic přestavěna na renesanční zámek ve tvaru podkovy. V 17. století byla k zámku přistavěna kaple. Roku 1852 však zámek vyhořel. F. Walderode jej o devět let později přestavěl v hospodářské budovy a opodál nich postavil zcela nový zámek. Roku 1933 se majitelem zámku stal brněnský stavební podnikatel Hubert Svoboda, kterému v rámci uplatnění Benešových dekretů byl po válce zabaven. Od roku 1949 je v něm umístěna dětská ozdravovna, od roku 2011 léčebna.
V roce 1947 zde byla odhalena pamětní deska připomínající narození křetínského rodáka pedagoga Františka Mareše. V okolí zámku je park z 19. století.